# Шармуа (Територія Бельфор)
Шармуа́ (фр. Charmois) — муніципалітет у Франції, у регіоні Бургундія-Франш-Конте, департамент Територія Бельфор. Населення — 373 особи (01.01.2021).
Муніципалітет розташований на відстані близько 370 км на південний схід від Парижа, 80 км на північний схід від Безансона, 11 км на південний схід від Бельфора.

## Історія
У 1956-2015 роках муніципалітет перебував у складі регіону Франш-Конте. Від 1 січня 2016 року належить до нового об'єднаного регіону Бургундія-Франш-Конте.

## Демографія
Динаміка населення (INSEE ):
Розподіл населення за віком та статтю (2006):
| Стать | Всього | До 15 років | 15-24 | 25-44 | 45-64 | 65-85 | Понад 85 |
| --- | ------ | ----------- | ----- | ----- | ----- | ----- | -------- |
| Чоловіки | 144    | 40          | 8     | 60    | 36    | 0     | 0        |
| Жінки | 144    | 28          | 12    | 56    | 40    | 4     | 4        |
| \| Статево-вікова піраміда \| Статево-вікова піраміда \| Статево-вікова піраміда \| \| ----------------------- \| ----------------------- \| ----------------------- \| \| Чоловіки \| Вік \| Жінки \| \| 0 \| 85 + \| 4 \| \| 0 \| 80-84 \| 0 \| \| 0 \| 75-79 \| 4 \| \| 0 \| 70-74 \| 0 \| \| 0 \| 65-69 \| 0 \| \| 12 \| 60-64 \| 8 \| \| 8 \| 55-59 \| 16 \| \| 0 \| 50-54 \| 4 \| \| 16 \| 45-49 \| 12 \| \| 20 \| 40-44 \| 24 \| \| 32 \| 35-39 \| 8 \| \| 8 \| 30-34 \| 12 \| \| 0 \| 25-29 \| 12 \| \| 0 \| 20-24 \| 0 \| \| 8 \| 15-20 \| 12 \| \| 12 \| 10-14 \| 8 \| \| 16 \| 5-9 \| 4 \| \| 12 \| 0-4 \| 16 \| |        |             |       |       |       |       |          |
| Статево-вікова піраміда |        |             |       |       |       |       |          |
| Чоловіки | Вік    | Жінки       |       |       |       |       |          |
| 0 | 85 +   | 4           |       |       |       |       |          |
| 0 | 80-84  | 0           |       |       |       |       |          |
| 0 | 75-79  | 4           |       |       |       |       |          |
| 0 | 70-74  | 0           |       |       |       |       |          |
| 0 | 65-69  | 0           |       |       |       |       |          |
| 12 | 60-64  | 8           |       |       |       |       |          |
| 8 | 55-59  | 16          |       |       |       |       |          |
| 0 | 50-54  | 4           |       |       |       |       |          |
| 16 | 45-49  | 12          |       |       |       |       |          |
| 20 | 40-44  | 24          |       |       |       |       |          |
| 32 | 35-39  | 8           |       |       |       |       |          |
| 8 | 30-34  | 12          |       |       |       |       |          |
| 0 | 25-29  | 12          |       |       |       |       |          |
| 0 | 20-24  | 0           |       |       |       |       |          |
| 8 | 15-20  | 12          |       |       |       |       |          |
| 12 | 10-14  | 8           |       |       |       |       |          |
| 16 | 5-9    | 4           |       |       |       |       |          |
| 12 | 0-4    | 16          |       |       |       |       |          |

## Економіка
2010 року серед 208 осіб працездатного віку (15—64 років) 163 були активними, 45 — неактивними (показник активності 78,4%, у 1999 році було 78,0%). З 163 активних мешканців працювало 150 осіб (76 чоловіків та 74 жінки), безробітними було 13 (5 чоловіків та 8 жінок). Серед 45 неактивних 14 осіб було учнями чи студентами, 21 — пенсіонерами, 10 були неактивними з інших причин.

У 2010 році в муніципалітеті числилось 112 оподаткованих домогосподарств, у яких проживали 299,5 особи, медіана доходів виносила 23 607 євро на одного особоспоживача